# Marlena Kowalewska
Marlena Kowalewska, född Pleśnierowicz den 9 januari 1992, är en polsk volleybollspelare (passare) som spelar för Chemik Police.
Kowalewska var en del av Polens landslag vid både EM 2017 och EM 2019.

## Karriär
Kowalewska är dotter till fotbollsspelaren Zbigniew Pleśnierowicz som under sin karriär blev polsk mästare med Lech Poznań. Hon började med volleyboll i grundskolan och tränade som barn även tennis och simning. 2010 började Kowalewska spela för Energetyk Poznań i andraligan, där hon även var lagkapten. Sommaren 2012 flyttade Kowalewska till Budowlani Toruń som var nykomling i andraligan. Hon spelade tre säsonger för klubben som säsongen 2014/2015 tog sig till semifinal i ligan, där de dock förlorade mot ŁKS Łódź.
Inför säsongen 2015/2016 gick Kowalewska till Pałac Bydgoszcz, där hon snabbt blev ordinarie i laget som passare. Under säsongen spelade Kowalewska i över 20 ligamatcher och gjorde totalt 54 poäng (i genomsnitt 2,2 per match). 2016 blev hon uttagen i Polens landslag för spel i FIVB World Grand Prix och European Volleyball League.
Inför säsongen 2017/2018 gick Kowalewska till BKS Bielsko-Biała. Efter en säsong i klubben gick hon vidare till Chemik Police. Kowalewska har i Chemik Police vunnit polska mästerskapet två gånger, polska cupen tre gånger och polska supercupen en gång.

## Klubbar
- Energetyk Poznań (2010–2012)
- Budowlani Toruń (2012–2015)
- Pałac Bydgoszcz (2015–2017)
- BKS Bielsko-Biała (2017–2018)
- Chemik Police (2018–)

## Meriter

### Klubblag
Grupa Azoty Chemik Police
- Polska mästerskapet: 2020, 2021
- Polska cupen: 2019, 2020, 2021
- Polska supercupen: 2019

### Landslag
- Montreux Volley Masters: 2019